# Juan Amado
Juan Amado, vollständiger Name Juan Carlos Amado Alanís, (* 28. September 1990 in Montevideo) ist ein uruguayischer Fußballspieler.

## Karriere
Der nach Angaben seines Vereins 1,67 Meter große Mittelfeldakteur Amado gehört seit 2011 dem Kader des uruguayischen Erstligisten Defensor an, aus dessen Nachwuchsmannschaft er hervorging. Dort wurde er in der Erstligaspielzeit 2011/12 in 17 Spielen der Primera División und dreimal (kein Tor) in der Copa Libertadores 2012 eingesetzt und schoss zwei Tore. In der Saison 2012/13 bestritt er 20 Erstligapartien (kein Tor) und ein Spiel (kein Tor) in der Copa Libertadores 2013. Für die Spielzeit 2013/14 sind 20 Erstligaeinsätze (kein Tor) für ihn verzeichnet. Zudem absolvierte er insgesamt sieben Begegnungen (ein Tor) im Rahmen der Copa Libertadores 2014, bei der Defensor erst im Halbfinale scheiterte. In der Spielzeit 2014/15 kam er in elf weiteren Spiel (kein Tor) der Primera División zum Einsatz. Im Juli 2015 wechselte er zum Ligakonkurrenten El Tanque Sisley. Dort bestritt er in der Saison 2015/16 27 Erstligabegegnungen (kein Tor). Am Saisonende stieg er mit dem Klub ab und schloss sich sodann Ende Juli 2016 dem ebenfalls abgestiegenen Club Atlético Rentistas an. Sechs Einsätzen in der Saison 2016 folgten bislang (Stand: 10. August 2017) drei weitere in der Spielzeit 2017. Dabei blieb er jeweils torlos.